# الضاسر (فلم)
الضاسر هو فيلم كوميدي تلفزي مغربي من إخراج ياسين فنان سنة 2017، وبطولة كل من عبد السلام بوحسيني، عادل أبا تراب، مجدولين الإدريسي، ناصر أقباب، صالح بنصالح، وآخرون.
يتطرق الفيلم لعالم الإنتاج بمشاكله وإكراهاته، ويرفع الستار عن غرور بعض المشاهير الذي يدفعهم أحيانا إلى الهاوية.

## القصة
يروي الفيلم قصة «لمياء» التي تعمل منتجة، تواجه بعض المشاكل المالية وتحاول تجاوزها، أحد زبائنها فرض عليها تصوير إحدى الحلقات مع الممثل «كامل» المشهور في وسطه الفني بالغرور وانعدام الضمير، كما أنه يضع شروطا خيالية لتوقيع عقود العمل.